# Hale Center, Texas
Hale Center là một thành phố thuộc quận Hale, tiểu bang Texas, Hoa Kỳ. Năm 2010, dân số của xã này là 2252 người.